# Robert Lucy
Pour les articles homonymes, voir Lucy.
Robert Lucy (né le 20 février 1923 et mort le 23 décembre 2009) est un gymnaste suisse.

## Palmarès

### Jeux olympiques
- Londres 1948
  -  Médaille d'argent au concours par équipes[2].